# أوتو إم. بيترسون
أوتو إم. بيترسون هو سياسي أمريكي، (و. 1877  م). انتخب عضو مجلس نواب مينيسوتا ‏.